# Trenčínská univerzita Alexandra Dubčeka v Trenčíně
Trenčínska univerzita Alexandra Dubčeka v Trenčíně (slovensky Trenčianska univerzita Alexandra Dubčeka v Trenčíne) je slovenská veřejná vysoká škola univerzitního typu se sídlem v Trenčíně. Rektorem univerzity je doc. Ing. Jozef Habánik, PhD.
Univerzita byla zřízena zákonem č. 155/1997  Z. z. z 1. července 1997 a její název byl pozměněn zákonem č. 209/2002 Z. z.

## Fakulty
- Fakulta průmyslových technologií
- Fakulta sociálně-ekonomických vztahů
- Fakulta zdravotnictví
- Fakulta speciální techniky

V minulosti existovaly:
- Fakulta mechatroniky
- Ústav přírodních a humanitních věd